# 尾點蘇彝士隆頭魚
尾點蘇彝士隆頭魚，為輻鰭魚綱鱸形目隆頭魚亞目隆頭魚科的其中一種，分布於澳洲西北部海域，棲息深度32-75公尺，本魚頭頂、背部褐色，體淡橙色至粉紅色，胸鰭略帶桃色的透明，腹鰭微白色，體長可達10.3公分，棲息在底層海域，生活習性不明。

## 擴展閱讀
維基物種上的相關：尾點蘇彝士隆頭魚